# Trtna uš (pesem)
»Trtna uš« (v izvirni nemščini »Die Reblaus«) je dunajska pesem, ki sta jo leta 1940 napisala Ernst Marischka (besedilo) in Karl Föderl (glasba) za film Sedem let smole (v izvirniku Sieben Jahre Pech, 1940). V filmu se pojavi v prizoru kjer se veterinar Dr. Teisinger (Hans Moser) sprašuje, če njegova ljubezen do vina izhaja iz tega, da je bil »v prejšnjem življenju trtna uš« (»im früheren Leben eine Reblaus«) ter »prebival v vinogradu blizu Dunaja« (»in einem Weingarten bei Wien gehaust«). Tudi v nadaljevanju je Moser pesem redno izvajal, med drugim kot Schoberl v predelavi filma Kongres pleše (v izvirniku Der Kongress Tanzt, 1955) kot tudi na številnih posnetkih. Priredbe »Trtne uši« so med drugim izvedli tudi Rudi Rischbeck (1941), Franz Schier (1941), Walter Simlinger (1941), Peter Alexander (1970), Wolfgang Ambros (2005) in Max Müller (2017).